# Jelle Coen
Jelle Coen (Mechelen, 5 augustus 1983) is een Belgisch voetbalcoach. Hij is sinds het seizoen 2024/25 hoofdtrainer bij de RSCA Futures.

## Carrière
Coen werkte veertien jaar als jeugdtrainer van KV Mechelen, waarvan anderhalf jaar als beloftencoach. Daarvoor was Coen ook als jeugdtrainer ook werkzaam bij SK Heffen. In het seizoen 2022/23 leidde hij de beloftenploeg van KV Mechelen naar een zevende plaats in de Tweede afdeling.
In juni 2023 stapte Coen over naar KRC Genk, waar hij hoofdtrainer werd van Jong Genk in Eerste klasse B. Onder zijn leiding eindigde Jong Genk, dat zich in het seizoen 2022/23 pas vrij laat had verzekerd van het behoud in Eerste klasse B, tiende op zestien clubs. Verschillende spelers, waaronder Konstantinos Karetsas en Noah Adedeji-Sternberg, stroomden dat seizoen bovendien met succes door naar de A-kern. Desondanks raakte een kleine twee maanden na het einde van de reguliere competitie bekend dat trainer en club na één seizoen uit elkaar gingen.
Niet lang nadat bekend raakte dat Coen zou vertrekken bij Jong Genk, kondigde RSC Anderlecht aan dat Coen de nieuwe hoofdtrainer werd van de RSCA Futures, het beloftenelftal van de recordkampioen dat net als Jong Genk in Eerste klasse B speelde.
33 Vercauteren ·
34 Bouchouari ·
48 Montegnies ·
50 Barry ·
51 Baouf ·
52 Nicaise ·
53 Colassin ·
59 Vergeylen ·
62 Goto ·
63 Vanhoutte ·
64 Masscho ·
65 Engwanda ·
66 Haentjens ·
67 Moutha-Sebtaoui ·
68 Monticelli ·
69 Ure ·
71 Engwanda ·
73 Lapage ·
74 De Cat ·
77 Mendel-Idowu ·
78 Tajaouart ·
79 Maamar ·
80 Decorte ·
81 Diallo ·
83 Degreef ·
Coach: Coen